# John Abthorpe
John Abthorpe (19 tháng 1 năm 1933 – 7 tháng 7 năm 2005), sinh ra ở Nottingham, là một cựu cầu thủ bóng đá người Anh thi đấu ở Football League, ở vị trí tiền đạo.